# Туристичка организација Љиг
| Туристичка организација Љиг |                             |
|                             |                             |
| Општина                     | Љиг                         |
| Основана:                   | 1969.                       |
| Седиште:                    | Карађорђева 7 · Љиг Србија  |
| Директор:                   |                             |
| Веб презентација            | http://turisticka.org/ljig/ |

Туристичка организација Љиг је једна од јавних установа општине Љиг, основана као Туристички савез 1969. године.
Туристички савез је 30. марта 2001. године трансформисан у Туристичку организацију општине Љиг. 

## Делатност
Културно историјско наслеђе, као и богатство природе на територији општине Љиг, доприноси развоју различитих видова туризма: бањског, излетничког, сеоског, спортско-рекреативног, манифестационог, ловног, транзитног, верског итд.
У циљу промоције туристичких вредности на територији општине, Туристичка организација обавља следеће активности:
- пријем и боравак туриста, као и пружање свих неопходних информација
- организује, односно учествује у организацији манифестација на територији општине Љиг
- сарађује са свим локалним интересним групама (привредним субјектима, организацијама…) на формирању и пласману туристичких производа
- припрема и израђује промотивни материјал
- обавља остале послове у складу са Законом о туризму и Статутом ТОО Љиг.

## Манифестације на територији општине Љиг
Туристичка организација представља општину Љиг на бројним манифестацијама у земљи и иностранству, а у вези са туристичком понудом општине Љиг. 
Манифестације на територији општине су:
- Косидба на Рајцу (јул)[2]
- Златна рајачка лисица (јануар)
- Меморијал Чика Душко Јовановић (април)
- Љишке културне вечери (јул)
- Моравачко ћемане (август)
- Шумадијски вашари (јун, август и октобар)
- Дан чистих планина на Рајцу (септембар)
- Хаџи-Ђерини дани (септембар)